# Tangwu (sockenhuvudort i Kina, Zhejiang Sheng, lat 29,35, long 118,48)
Tangwu (kinesiska: 塘坞口, 塘坞, 塘坞乡) är en sockenhuvudort i Kina. Den ligger i provinsen Zhejiang, i den östra delen av landet, omkring 190 kilometer sydväst om provinshuvudstaden Hangzhou. Antalet invånare är 4 020. Befolkningen består av 2 176 kvinnor och 1 844 män. Barn under 15 år utgör 24,0 %, vuxna 15-64 år 56 %, och äldre över 65 år 19,0 %.
Runt Tangwu är det ganska tätbefolkat, med 120 invånare per kvadratkilometer. Närmaste större samhälle är Majin, 8,1 km sydväst om Tangwu. I omgivningarna runt Tangwu växer i huvudsak blandskog.
Genomsnittlig årsnederbörd är 2 495 millimeter. Den regnigaste månaden är juni, med i genomsnitt 499 mm nederbörd, och den torraste är oktober, med 55 mm nederbörd.